# Naiz Hassan
Naiz Hassan (10 maggio 1996) è un calciatore maldiviano, attaccante del Maziya e della nazionale maldiviana.

## Carriera

### Nazionale
Nel 2015 ha esordito in nazionale.

## Statistiche

### Cronologia presenze e reti in nazionale
| Cronologia completa delle presenze e delle reti in nazionale ― Maldive | Cronologia completa delle presenze e delle reti in nazionale ― Maldive | Cronologia completa delle presenze e delle reti in nazionale ― Maldive | Cronologia completa delle presenze e delle reti in nazionale ― Maldive | Cronologia completa delle presenze e delle reti in nazionale ― Maldive | Cronologia completa delle presenze e delle reti in nazionale ― Maldive | Cronologia completa delle presenze e delle reti in nazionale ― Maldive | Cronologia completa delle presenze e delle reti in nazionale ― Maldive |
| Data                                                                   | Città                                                                  | In casa                                                                | Risultato                                                              | Ospiti                                                                 | Competizione                                                           | Reti                                                                   | Note                                                                   |
| ---------------------------------------------------------------------- | ---------------------------------------------------------------------- | ---------------------------------------------------------------------- | ---------------------------------------------------------------------- | ---------------------------------------------------------------------- | ---------------------------------------------------------------------- | ---------------------------------------------------------------------- | ---------------------------------------------------------------------- |
| 26-12-2015                                                             | Thiruvananthapuram                                                     | Bangladesh                                                             | 1 – 3                                                                  | Maldive                                                                | SAFF Championship 2015 - 1º turno                                      | 1                                                                      | 88’                                                                    |
| 11-1-2016                                                              | Jessore                                                                | Maldive                                                                | 3 – 2                                                                  | Cambogia                                                               | Amichevole                                                             | 2                                                                      |                                                                        |
| 14-11-2017                                                             | Al-Ram                                                                 | Palestina                                                              | 8 – 1                                                                  | Maldive                                                                | Qual. Coppa d'Asia 2019                                                | 1                                                                      | 70’                                                                    |
| 27-3-2018                                                              | Male                                                                   | Maldive                                                                | 7 – 0                                                                  | Bhutan                                                                 | Qual. Coppa d'Asia 2019                                                | 4                                                                      |                                                                        |
| 14-11-2019                                                             | Male                                                                   | Maldive                                                                | 1 – 2                                                                  | Filippine                                                              | Qual. Mondiali 2022                                                    | 1                                                                      | 64’                                                                    |
| Totale                                                                 |                                                                        | Presenze                                                               | 30                                                                     |                                                                        | Reti                                                                   | 9                                                                      |                                                                        |

## Palmarès

### Club

#### Competizioni nazionali
- Premier League (Maldive): 4

Maziya: 2019-2020, 2020-2021, 2022, 2023
- Coppa delle Maldive: 1

Maziya: 2022